# Izvanstanična matrica
Izvanstanična matrica (eng. extracellular matrix, ECM, lat. matrix extracellularis, MeSH: D005109, TH: H2.00.03.0.02001) je tvar koju izlučuju tjelesne stanice. Stanice se nalaze unutar te tvari koju su izlučile.
Ova je tvar skup izvanstaničnih molekula koje izlučuju stanice koje omogućuju strukturnu i biokemijsku potporu stanicama u okružju. Zbog toga što je višestaničnost neovisno evoluirala u različitim višestaničnim pravcima, sastav izvanstanične matrice varira među višestaničnim strukturama. Ipak, stanična adhezija, međustanična komunikacija i diferencijacija funkcije su koje izvanstanična matrica uobičajeno obavlja.
Sintetizira ju fibroblast.
Glavni sastojak izvanstanične matrice je kolagen, kao i kod ligamenata, tetiva, kosti, hrskavice, mišića i kože. Zbog toga je kolagen najobilnija bjelančevina kod sisavaca.

## Kod životinja
U životinjskom svijetu izvanstanična matrica sadrži intersticijsku matricu i bazalnu membranu. Intersticijska matrica postoji između raznih životinjskih stanica, to jest, u međustaničnim prostorima. Gelovi polisaharida i vlaknastih bjelančevina ispunjaju intersticijski prostor (glavni dio izvanstanične tekućine) i djeluju kao tlačni pufer protiv pritisaka kojima je izložena izvanstanična matrica. Bazalne membrane su naslage poput prostirke izvanstanične matrice na kojima se razne epitelske stanice. Svaka vrsta vezivnog tkiva kod životinja ima ECM: kolegenska vlakna i koštani mineral obuhvaćaju ECM koštanog tkiva; retikularna vlakna i fundamentalna tvar sadrže izvanstaničnu matricu labavog vezivnog tkiva. Krvna plazma je izvanstanična matrica krvi.

## Kod biljaka
Biljna izvanstanična matrica sadrži tvari iz stanične stijenke, poput celuloze, pored složenijih signalnih molekula. Neki jednostanični organizmi prihvaćaju višestanične biofilmove u koje su stanice ugniježđene u ECM-u koji je prije svega sastavljen od izvanstaničnih polimernih tvari (EPS).

## Molekule
Sastojke ECM-a proizvode unutar stanice rezidentne stanice putem egzocitoze. Kad se izluči, tad se pridoda postojećoj matrici. ECM tvori isprepletena brana vlaknastih bjelančevina i glikozaminoglikana (GAG-ova).
Bitne molekule su: proteoglikani, heparan sulfat, hondroitin sulfat, keratan sulfat, hijaluronska kiselina, kolagen, elastin, fibronektin, laminin.